# 苗塚町
苗塚町（なえづかちょう）は、埼玉県草加市の町名。郵便番号は340-0036。

## 地理
草加市西部の沖積平野に位置する。南部および西部で川口市峯と接する。また北部で小山や花栗、東部で西町とも隣接する。西端を辰井川が流れる。地内は主に戸建ての住宅地となっている。

## 歴史
もとは江戸期より存在した武蔵国足立郡谷古田領に属する苗塚村であった。地名は地内に苗塚と称される古塚が存在したためと云う。

### 沿革
- はじめは幕府領で、以降変遷なし[4]。
- 幕末の時点では足立郡に属し、明治初年の『旧高旧領取調帳』の記載によると、幕府領（代官・佐々井半十郎支配所）[5]。
- 1868年（慶応4年）6月19日 - 幕府領が武蔵知県事・山田政則（忍藩士）の管轄となる。
- 1869年（明治2年）
  - 1月13日 - 武蔵知県事・河瀬秀治の管轄区域に小菅県[5]を設置、県庁は葛飾郡小菅村に置かれる。
- 1871年（明治4年）11月13日 - 第1次府県統合により埼玉県の管轄となる。
- 1879年（明治12年）3月17日 - 郡区町村編制法により成立した北足立郡に属す。郡役所は浦和宿に設置。
- 1889年（明治22年）4月1日 - 町村制施行に伴い、安行、赤山領領家、原、慈林、北谷、苗塚、小山、花栗、藤八新田、吉蔵新田の8箇村2新田が合併し、安行村が成立。苗塚村は安行村の大字苗塚となる。
- 1956年（昭和31年）4月1日 - 安行村が川口市に編入され、大字花栗は川口市の大字となり、安行苗塚に改称。
- 1957年（昭和32年）5月1日 - 境界変更によって、川口市から草加町へ編入。草加町の大字となり、苗塚に改称。（周辺の北谷・小山・花栗・原も同時に草加町へ）
- 1958年（昭和33年）11月1日 - 市制施行と同時に大字苗塚から苗塚町に町名変更[4][6]。

## 世帯数と人口
2017年（平成29年）10月1日現在の世帯数と人口は以下の通りである。
| 町丁   | 世帯数    | 人口    |
| ------ | --------- | ------- |
| 苗塚町 | 1,386世帯 | 3,185人 |

## 小・中学校の学区
市立小・中学校に通う場合、学区は以下の通りとなる。
| 番地 | 小学校             | 中学校             |
| ---- | ------------------ | ------------------ |
| 全域 | 草加市立小山小学校 | 草加市立花栗中学校 |

## 交通

### 鉄道
町内に鉄道は存在しない。

### 道路
- 埼玉県道34号さいたま草加線
- 埼玉県道・東京都道103号吉場安行東京線

## 施設
- 苗塚会館 - 公民館
- 富金会館
- 苗塚塚前公園
- 苗塚第1公園
- 苗塚第2公園
- 苗塚第3公園
- 苗塚第4公園
- 苗塚保全緑地
- 東京電力パワーグリッド京北変電所（一部）